# Siegfried Broß
Siegfried Broß (* 18. Juli 1946 in Stuttgart) ist ein deutscher Rechtswissenschaftler. Er war von 1986 bis 1998 Richter am Bundesgerichtshof, bevor er zwischen September 1998 und November 2010 Richter des Bundesverfassungsgerichts war.

## Werdegang
Broß studierte Rechtswissenschaften an den Universitäten Tübingen und München und legte beide Staatsexamen ab. In der Referendarzeit war er von 1971 bis 1973 als wissenschaftlicher Assistent am Kirchenrechtlichen Institut bei Axel von Campenhausen (damals in München) tätig. Dort wurde er 1973 mit der Arbeit Untersuchungen zu den Appellationsbestimmungen der Reichskammergerichtsordnung von 1495 promoviert. Während seiner Studienzeit war er bei der Tübinger Königsgesellschaft Roigel aktiv.
Noch im Jahr 1973 begann Broß seine Tätigkeit als Richter am Verwaltungsgericht München. Von 1975 bis 1976 war er Verwaltungsbeamter im Landratsamt Mühldorf am Inn, von 1977 bis 1979 wissenschaftlicher Mitarbeiter bei dem Richter des Bundesverfassungsgerichts Werner Böhmer. Anschließend wechselte er in die Rechtsabteilung der Bayerischen Staatskanzlei, bevor er von 1981 bis 1986 als Richter am Bayerischen Verwaltungsgerichtshof tätig war. Im Jahr 1986 wurde Broß zum Richter am Bundesgerichtshof ernannt. Er gehörte dort dem X. Zivilsenat an, der sich insbesondere mit dem Patentrecht und damals mit dem allgemeinen Werkvertragsrecht und der öffentlichen Auftragsvergabe befasste.

## Richter des Bundesverfassungsgerichts
Im Jahr 1998 wurde der parteilose Broß auf Vorschlag von CDU und CSU vom Bundestag in den Zweiten Senat des Bundesverfassungsgerichts gewählt und gehörte dem Gericht vom 28. September 1998 bis zum 16. November 2010 an. Er war der Nachfolger von Konrad Kruis, sein eigener Nachfolger wurde Peter M. Huber. Broß war in seinem Senat für Parlamentsrecht und Staatskirchenrecht zuständig, zudem bearbeitete er Verfahren mit europarechtlichem Schwerpunkt, Untersuchungshaftsachen sowie Bund/Länder-Streitigkeiten.
Broß sorgte seit seiner Ernennung zum Richter des Bundesverfassungsgerichts mit zahlreichen Presseinterviews für Aufsehen, insbesondere indem er seine dezidiert kritische Haltung gegenüber weiterer europäischer Integration äußerte. Diese legte er auch in einem Sondervotum zum Urteil des Bundesverfassungsgerichts zum Europäischen Haftbefehl nieder.
Als zuständiger Berichterstatter am Bundesverfassungsgericht verschob er im November 2006 auf unbestimmte Zeit die Entscheidung über die Klage von Peter Gauweiler gegen die Ratifikation des EU-Verfassungsentwurfs durch Bundestag und Bundesrat mit dem Argument, durch die ablehnenden Volksabstimmungen in Frankreich und den Niederlanden gebe es keinen Zeitdruck für die Entscheidung. Da der damalige Bundespräsident Horst Köhler zugesichert hat, erst nach der Entscheidung über die Verfassungsbeschwerde das Ratifikationsgesetz zu unterzeichnen, ging Deutschland als Nicht-Ratifikationsstaat in die Ratspräsidentschaft 2007.
Broß setzt sich nachdrücklich für die Rechte der Angeklagten ein. So wurde durch sein Mitwirken der Untersuchungshäftling  Mounir al Motassadeq, der als Helfer der Terroristen vom 11. September angeklagt war, vor der Berufungsverhandlung aus der Haft entlassen. Privat engagiert sich der Richter für die Menschenrechte, indem er sich weigert, undemokratische Länder zu besuchen oder Staaten, welche die Todesstrafe anwenden. So ist Broß noch nie in den USA gewesen, allerdings schon in Indonesien (wo ebenfalls die Todesstrafe gilt), wohin er regelmäßig Vortragsreisen unternimmt und Vorträge an rechtswissenschaftlichen Fakultäten hält.

## Öffentliche Debattenbeiträge
Nach dem Ende seines Richteramtes trat Broß mit Stellungnahmen gegen die Privatisierung öffentlicher Infrastruktur der Daseinsvorsorge hervor (z. B. Krankenhäuser, Wasserversorgung). Auch seine verfassungsrechtliche Kritik an privaten Schiedsgerichten, die Gegenstand der TTIP-Verhandlungen sind, sorgte im Jahr 2015 für Aufsehen.

## Auszeichnungen und Ehrenamt
Seit 2002 ist Broß Honorarprofessor an der Albert-Ludwigs-Universität Freiburg. 2009 wurde ihm die Ehrendoktorwürde der Universitas Islam Indonesia in Yogyakarta verliehen.
Broß ist Ehrenvorsitzender der Deutschen Sektion der Internationalen Juristenkommission und der Juristischen Studiengesellschaft Karlsruhe.
Er hat den Ehrenvorsitz beim Think Tank CAFRAD inne. Broß ist außerdem advisory member in Durham. 2017 verlieh ihm der Bayerische AnwaltVerband den Max Friedlaender Preis.

## Werke
- Untersuchungen zu den Appellationsbestimmungen der Reichskammergerichtsordnung von 1495. (= Schriften zum Prozeßrecht. Band 32). Dissertation. Universität München, Jurist. Fak. 1972. Duncker & Humblot, Berlin 1973, ISBN 3-428-02855-4.
- mit Heinrich Scholler: Verfassungs- und Verwaltungsprozeßrecht. Stollfuss, Bonn 1980, ISBN 3-08-443151-5.
- mit Heinrich Scholler: Grundzüge des Polizei- und Ordnungsrechts der Bundesrepublik Deutschland. C.F. Müller, Heidelberg 1981. (1983 ins Chinesische übersetzt)
- Die Rechtsprechung des Bundesgerichtshofes zum (allgemeinen) Werkvertragsrecht. (= Wertpapier-Mitteilungen. Teil 4; Zeitschrift für Wirtschafts- und Bankrecht. Sonderbeilage Nr. 2/1997). Wertpapier-Mitteilungen, Frankfurt am Main 1997.
- Grundwerte und Grundrechte in Europa. Systematische und konstruktive Überlegungen. In: Caroline Y. Robertson-von Trotha (Hrsg.): Kultur und Gerechtigkeit. (= Kulturwissenschaft interdisziplinär/Interdisciplinary Studies on Culture and Society. Band 2). Baden-Baden 2007, ISBN 978-3-8329-2604-5.
- Die Würde des Menschen bleibt unantastbar – 60 Jahre Grundgesetz. In: Caroline Y. Robertson-von Trotha (Hrsg.): 60 Jahre Grundgesetz. Interdisziplinäre Perspektiven. (= Kulturwissenschaft interdisziplinär/Interdisciplinary Studies on Culture and Society. Band 4). Baden-Baden 2009, ISBN 978-3-8329-4865-8.

Siegfried Broß ist zudem Mitherausgeber des Verwaltungsarchivs.